# The Dog (Fear the Walking Dead)
"The Dog" é o terceiro episódio da primeira temporada da série de televisão de terror pós-apocalíptico Fear the Walking Dead. Foi originalmente exibido pelo canal de televisão AMC nos Estados Unidos em 13 de setembro de 2015.

## Sinopse
Com a manifestação ficando intensa do lado de fora, o grupo é obrigado a sair da barbearia quando um incêndio se inicia na loja ao lado. Eles chegam na picape de Travis, mas não antes de Griselda ser ferida por um andaime que caiu sobre seu pé. Eles tentam levá-la a um hospital, mas chegando lá, se deparam com o local selado e os guardas eliminando várias pessoas infectadas. Madison aguarda Travis em sua casa com Nick e Alicia, quando Nick escuta um barulho, porém era apenas um cachorro com uma mancha de sangue suspeita. Eles avistam um infectado no quintal de casa e Nick invade a casa de seu vizinho para pegar uma arma. Travis chega na casa, chama por Madison e se depara com o infectado devorando o cachorro. O zumbi tenta atacá-lo, mas Travis é salvo por Daniel Salazar, que toma a arma das mãos de Nick e o mata. As famílias decidem passar a noite na casa e ir embora pela manhã. Liza faz um curativo no pé ferido de Griselda, mas aponta que ela pode morrer se não for tratada logo por um médico. A filha dos Salazar, Ofelia, diz a seu pai que eles devem fugir com Travis e os outros, mas Daniel insiste que sua família ficará bem sozinha, e que irá se juntar ao seu primo mais tarde. Pela manhã, o grupo está se preparando para ir embora quando são surpreendidos pela Guarda Nacional cercando o bairro. Travis diz que agora tudo ficará bem, enquanto Daniel diz ser tarde demais.

## Recepção
"The Dog" recebeu críticas positivas dos críticos. No Rotten Tomatoes, obteve uma classificação de 67% com uma pontuação média de 6.26/10 com base em 24 avaliações. O consenso do site diz: "Embora o horror apocalíptico de Fear the Walking Dead funcione bem em 'The Dog', a tentativa de desenvolver o personagem tem resultados mistos."
Matt Fowler da IGN deu a "The Dog" uma classificação de 7.8/10, a mais alta da série naquele ponto, declarando; ""The Dog" reuniu todos de volta para que eles pudessem discutir as coisas, criar um pequeno conflito e formar um novo plano de fuga. A intervenção militar bem no final pareceu uma grande mudança de tom, então teremos que veja como isso se desenrola nos próximos episódios. Apesar da paisagem urbana extensa, este foi um programa um tanto íntimo e agora está sendo amplamente divulgado."

### Audiência
"The Dog" foi visto por 7.19 milhões de telespectadores nos Estados Unidos em sua data de exibição original, quase um milhão a menos que o episódio anterior.